# Городище Уфа II
Городище Уфа II (баш. Өфө II ҡаласығы) — древнее городище, расположенное на территории столицы Башкортостана города Уфы.
Поселение находится в центре города, на участке ограниченном улицами Пушкина, Новомостовая, Октябрьской Революции и проспектом Салавата Юлаева. Городище занимает мыс, образованный двумя глубокими оврагами. Глубина культурного слоя достигает 4 метров. С 1961 года является историко-археологическим памятником, подлежащим государственной охране.

## Расположение
Городище Уфа-II расположено на территории 533 и 570 кварталов Кировского района Уфы в Башкортостане. Территория памятника ограничена улицами Заки Валиди, Новомостовая, Октябрьской Революции, проспектом Салавата Юлаева. Городище было обнаружено в 1953 году, П. Ф. Ищериков даёт следующее описание месторасположения городища: «Улица Пушкина здесь имеет по обе стороны крутые, глубокие и широкие овраги — „Пушкинский“ и „Ильинский“. Улица кончается высоким и широким мысом, на котором находится туберкулезная больница (дом Тушнова). Мыс высится над сливающимися за ним оврагами в один, ещё более глубокий. В него вливаются ручьи, текущие по дну этих оврагов в один, бурно впадающий в р. Белую. Высота мыса над дном оврагов метров 50-60. Таким образом, он был недоступен с трех сторон. Западная же сторона мыса характерна заметными (хотя и срываемыми со времени заселения улицы, с XVIII века) террасовидными возвышениями в западную сторону. Очень заметен подъём в сторону сада Луначарского, к зданию Совета Министров и далее к Академическому театру».

## Исследования городища
Городище Уфа-II было открыто в 1953 году благодаря известному уфимскому краеведу Петру Фёдоровичу Ищерикову. 8—9 сентября 1953 года им по собственной инициативе были проведены наблюдения за земляными работами по улице Пушкина. Обратив внимание на водопроводную траншею, пролагаемую по правой стороне этой улицы от улицы С. Кудаша (ныне — улица Новомостовая) до ул. Воровского (ныне — проспект Салавата Юлаева) исследователь зафиксировал наличие археологических материалов. В ходе осмотра в стенках траншеи и её отвалах были обнаружены расколотые кости разных домашних и диких животных, толстые прослойки слежавшегося пепла, отдельных углей и костей, а также фрагменты толстостенных и тонкостенных глиняных изделий лепной работы, со следами пребывания в огне (варки пищи на костре). О своей находке П. Ф. Ищериков сообщил своему научному руководителю Г. В. Юсупову. Г. В. Юсупов произвёл зачистку стенок траншеи и обнаружил сгнившие колья и плотно слежавшиеся древесные остатки. Однако полноценно обследовать территорию не удалось. В 1954 году началось строительство автогужевого моста через р. Белая, что привело к масштабной перепланировке прилегающей территории. Она была выровнена, овраги засыпаны, а протекающие по дну этих оврагов ручьи заключены в бетонные трубы. С ул. Воровского культурный слой был срезан на глубину более 1 м, а вдоль улице Пушкина в западном направлении — на глубину 2 м. Снимался и культурный слой для их асфальтирования тротуаров. Водопроводная траншея, благодаря которой П. Ф. Ищериков сделал своё открытие, также оказалась засыпанной, а вплотную к ней была вырыта ещё одна траншея глубиной 2,2 м.  П. Ф. Ищериковым провёл зачистку этой траншеи, снял профиль её южной стенки и собрал подъёмный материал. Сбор подъёмного материала был продолжен в последующие годы, а в 1957 году П. Ф. Ищеряков проводит на памятнике раскопки, заложив раскоп в 6×2 м, что позволило впервые описать объект как археологический памятник. Раскоп вскрыл культурный слой мощностью до 3 м, имеющий сложную стратиграфию, состоящий из наслоений чёрного гумуса, прослоек золы, сгнивших деревьев, а на глубине 60-80 см от поверхности было обнаружено очажное пятно, мощностью 20 см и диаметром около метра.

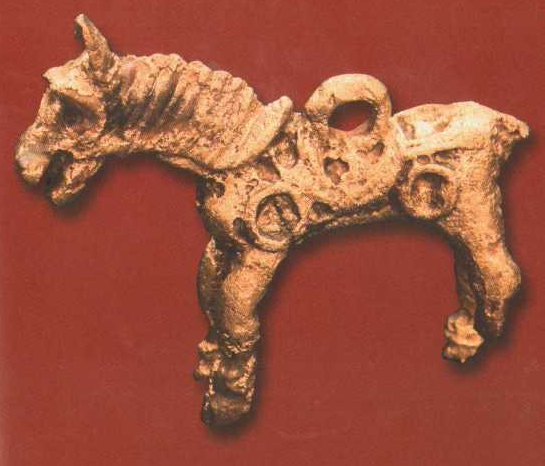
Бронзовая фигурка лошади. VI—VII века.

Материалов по плану городища, составленному в этот период исследования в настоящее время не обнаружено, однако П. Ф. Ищериков отмечает, что городище занимает квартал между улицами Пушкина, Фрунзе и Воровского и представляет собой мыс, возвышающийся примерно на 40 м над уровнем р. Белой.
Собранная в ходе раскопок керамика была разделена на три типа: турбаслинскую (представлена неорнаментированными толстостенными сосудами грубой обработки с плоским дном и большим диаметром горла); бахмутинской (представлена орнаментированными беспорядочно расположенными круглыми ямками сосудами небольших размеров с округлым или уплощённым дном), кушнаренковской (представлена небольшими тонкостенными сосудами, украшенными по шейке и плечу горизонтальными поясками, чередующимися насечками или зигзагами). Также было зафиксировано наличие обломков керамики чияликской культуры, характеризующихся лощёной поверхностью и украшенных верёвочным и зубчатым орнаментом.
Кроме керамики были найдены предметы из кости (наконечники стрел, привески, накладки лука), а также глиняные пряслица, грузила от рыболовной сети, бронзовые браслеты, стеклянные и янтарные бусины.
Среди наиболее интересных находок следует отметить несколько привесок-раковин «каури», а также найденную на глубине 1,6 м, сделанную из горного хрусталя парфянскую гемму, с изображением крылатого гения с тремя змеями в руке. На основании этой геммы П. Ф. Ищериков определил нижний предел существования памятника — I в. до н. э. и I в. н. э. Верхняя граница памятника определялась по керамике бахмутинского типа, что указывало на IV—VII в. н. э. Таким образом, общая дата городища Уфа-II, по мнению П. Ф. Ищерикова, находилась в пределах приблизительно I в. до н. э. — VII в. н. э.
В 1958 году исследования городища Уфа-II было продолжено Н. А. Мажитовым. Им был заложен новый раскоп площадью 20 кв. м. Раскоп показал, что городище имеет сложную стратиграфию. Поверхностный слой имел толщину 15-20 см и состоял из плотной, сильно утрамбованной земли, смешанной с песком, гравием и обломками кирпича и пр. Далее следовал слой тёмно-коричневой сильно утрамбованной суспеси толщиной 30-85 см. В нём было обнаружено множество костей животных и неорнаментированной керамики. Этот слой в западной стороне раскопа был сильно разрушен двумя ямами позднего происхождения. Первая яма имела глубину 75 см и была заполнена чёрной землёй, смешанной с золой, древесным углём и осколками современной керамики. Вторая яма имела глубину 1,5 м, в ней были обнаружены сгнившие деревянные столбы, монеты XVIII в. и другие предметы. По рассказам местных жителей эта яма являлась остатком русской бани. Под слоем тёмно-коричневой суспеси залегал слой тёмно-серой суспеси, имеющий толщину в среднем около 1 м. В слое было обнаружено большое скопление керамики и раздробленных костей животных. В слое были прослежены прослойки золы и древесных угольков, имевшие мощность около 10 см. Слой тёмно-серой суспеси подстилал зольный слой, содержащий большое количество керамики и костей животных. Слой имел сложную структуру. В восточном конце раскопа мощность зольного слоя составляла 1-1,1 м, было обнаружено вклинивание прослойки сгнившего дерева. В середине раскопа зольный слой расслаивался. В западном конце раскопа мощность зольного слоя снижалась до 20 см. Ниже зольного слоя располагался слой сильно гуммированной суспеси тёмно-коричневого цвета, бедный керамикой, костями животных и другими предметами. В слое фиксировались отдельные линзы золы с древесными угольками, остатками сгнившего дерева и обожжённой соломы. Самый нижний культурный слой был представлен тонкими прослойками золы с угольками, чередующимися через 3-4 см с тонкими прослойками тёмно-коричневой супеси. В этом слое было обнаружено несколько десятков обломков керамики. Далее следовал материк — песок тёмного цвета.

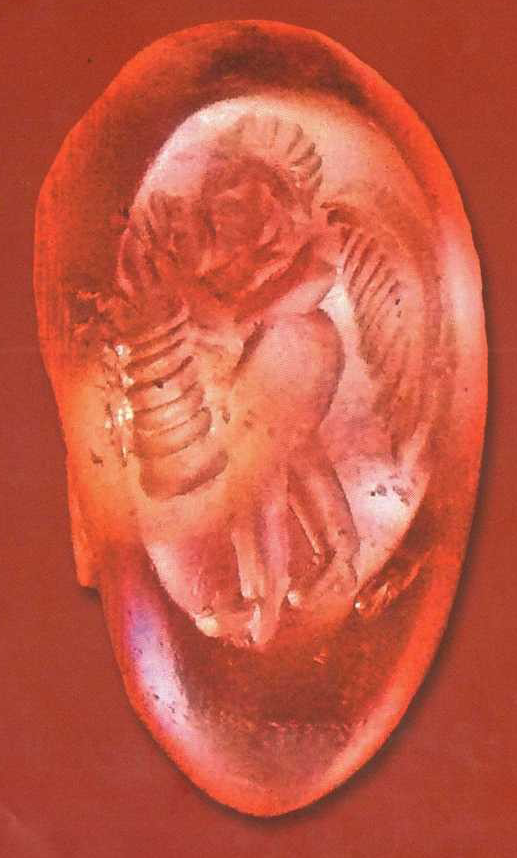
Гемма из горного хрусталя с изображением крылатого человека. I век.

В ходе раскопок была собрана керамика, которая была распределена исследователем на семь типов, представляющих бахмутинскую, турбаслинскую и кушнаренковскую культуры.
Первый тип собранной керамики представлен встречающимися в верхних горизонтах культурного слоя неорнаментированными, плоскодонными сосудами, сделанными от руки и имеющими неровную и грубо обработанную поверхность, изготовленными из глины с примесью песка и дресвы. Большинство сосудов, отнесённых к этому типу имеют форму горшков с низким или высоким горлом, но имеются и сосуды имеющие форму низких чаш. Второй тип представлен сосудами из глины, тщательно отмученной с примесью песка, имеющими поверхность, хорошо сглаженную водой. На внутренней поверхности сосудов этого типа отмечаются следы штампа. Сосуды орнаментированы — по шейке и верхней части тулова сосудов нанесены горизонтальные резных пояски, чередующиеся с полосами из мелких косых крестиков, ромбиков, ямок, треугольников, ёлочек, зигзагов. Сами сосуды имеют высокие прямые шейки, шарообразные тулова и плоское дно. Третий тип керамики представлен сосудами орнаментированными сосудами, имеющими невысокие слабо отогнутые венчики, низкие шарообразные тулова и округлое дно. Орнаментация — мелкие круглые ямки, располагающиеся хаотично по всей поверхности. Четвёртый тип керамики отличается от третьего типа лощёной поверхностью и орнаментацией, имеющей вид треугольных ямок, располагающихся в один или несколько горизонтальных рядов по плечику. Пятый тип керамики — найденные в верхних культурных слоях неорнаментированные сосуды чёрного цвета, имеющие короткие шейки и очень раздутые тулова, изготовленные на гончарном круге. Шестой тип керамики — выделенные из подъёмного материала неорнаментированные сосуды, имеющие высокие шейки и шарообразные тулава. Седьмой тип керамики представлен найденным в подъёмном материале одним фрагментом сосуда, который вероятно имел форму орнаментированного большого кувшина с сильно раздутым туловом. Орнамент — круглые ямки, расположенные горизонтально в один ряд по шейке, и ёлочный узор по верхней части тулова .
Также в раскопе обнаружены многочисленные костяные изделия (наконечники стрел с короткими плоскими черешками, пластинчатые накладки, полированная трубочка, служившая рукояткой меча или ножа, подвески из костей медведя). Найденные металлические предметы представлены бронзовыми пластинчатыми бляшками, браслетом с утолщёнными концами, бляхой-подвеской треугольной формы. Предметы из камня представлены обломками зернотёрок, жерновами и одним оселком.
Н. А. Мажитов в совместной с П. Ф. Ищериковым публикации подтверждает датировку памятника, сделанную ранее, также опираясь при этом на найденную парфянскую гемму. Найденные сосуды четвёртого типа и бронзовую бляху Н. А. Мажитов также относит к раннему периоду существования городища, соотнося эти находки с находками в памятниках пьяноборской культуры(I—II вв. н. э.). Верхняя дата городища определяется по сосудам третьего типа, характерным для бахмутинской культуры (III—VII вв. н. э.).

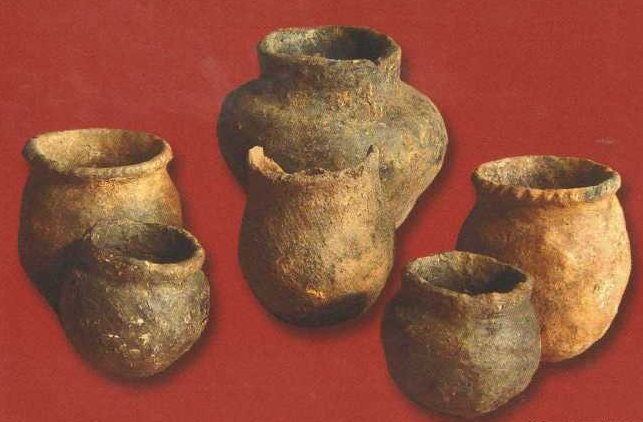
Глиняные сосуды.

В 1968 году небольшие раскопки на городище Уфа-II были проведены М.X. Садыковой, но отчётные материалы о них неизвестны, а  собранный керамический материал ныне хранится в Музее археологии и этнографии УНЦ РАН.
Позже в конце 70-х годов XX в., после проведения культурно-хронологической идентификации собранного археологического материала, керамика городища была отнесена к бахмутинской, турбаслинской, романовской и караякуповской культурам, а само городище Уфа было определено как памятник I тыс. н. э.
В 1990 году возникли планы по расширению въездной автомобильной дороги на южной окраине Уфы, что актуализировало необходимость проведения охранных раскопок на стрелке городища Уфа-II (на территории усадьбы дома Тушнова). Эти раскопки были проведены В. В. Овсянниковым. Исследователем был заложен раскоп общей площадью 92 кв.м. Мощность вскрытого культурного слоя составила 1,5 м.
Раскопки позволили обнаружить шесть хозяйственных ям, относящихся ко времени существования поселения, но не одновременных. Хозяйственные ямы различались по форме и конструкции и видимо предназначались для хранения зерна.
Основная масса находок, представлена обломками глиняной посуды, которая была разделена В. В. Овсянниковым на шесть типов.

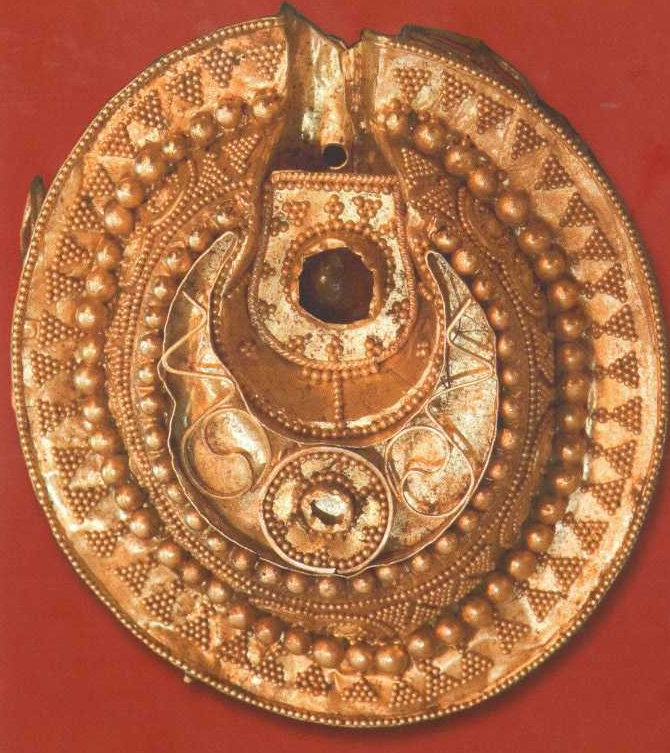
Золотой колт. Уфимские погребения. VII-VIII века.

Керамика первого типа представлена лепными низкогорлыми горшками с отогнутым наружу венчиком и плоским дном, изготовленным из теста с примесью шамота, имеющими неровную поверхность и относящимся к романовской культуре. Второй тип керамики представлен относящимися к бахмутинской культуре орнаментированными лепными сосудами с низким и широким горлом, отогнутыми наружу венчиками и круглым дном, изготовленным из теста с примесью песка и мелких камушков. Орнамент керамики этого типа — круглые или треугольные насечки по всему сосуду. Третий тип керамики (имендяшевская керамика) — орнаментированные лепные низкогорлые или широкогорлые чаши с хорошо заглаженной поверхностью, с отогнутым наружу или прямым венчиком, имеющие приплюснутое тулово и округлое дно, в тесте которых содержится примесь просеянного песка. Орнамент — один или два ряда треугольных вдавлений по шейке сосуда. Четвёртый тип керамики близок к турбаслинской керамике и представлен неорнаментированным лепными сосудами, имеющими низкое и широкое горло, отогнутый наружу венчик, круглое дно и идущий по плечику уступчик, изготовленные из теста с примесью мелкого песка. Пятый тип керамики представлен орнаментированными лепными горшками, относящимися к кушнаренковской культуре, имеющими высокое и узкое горло, отогнутый наружу венчик, круглое дно, обладающими очень тонкими (3-4 мм) стенками, изготовленными из хорошо отмученного теста с примесью просеянного песка. Орнамент сосудов состоит из сочетания тонких резных линий с лунницевидными вдавлениями гребенчатого штампа и косыми насечками в различных комбинациях, расположенных по всей шейке. Шестой тип керамики представлен относящимися к караякуповской культуре орнаментированными лепными низкогорлыми горшками, имеющими отогнутый наружу венчик и круглое дно. Орнамент состоит из резных линий, косых насечек, лунницевидных вдавлений, сделанных гладким штампом, а также насечек по венчику и «жемчужин», расположенных в верхней части сосудов.
Среди керамики также представлены обломки сосудов, орнаментированных вдавлениями гребенчатого штампа и верёвки, характерных для археологических памятников Верхнего Прикамья.
Найденные изделия из керамики представлены также пряслицами и тиглями. Каменные изделия представлены оселками и каменной чашечкой. Также обнаружены изделия из кости (наконечники стрел, накладки на руки, ручки для орудий труда), две пастовые бусины, бронзовое колечко, рамка от пряжки. Наиболее интересной находкой является роговой гребень.
Основное время функционирования городища В. В. Овсянников относит к V—VII вв. н. э.
Всего с 1953 по 1991 гг. на городище было изучено 127 м2 культурного слоя. Обследованию подверглась центральная площадка и восточная оконечность памятника.
В 2004 году, в результате проведения строительных работ по ул. Пушкина, была разрушена часть площадки городища. Проведение строительных работ вблизи городища и регулярное обрушение культурного слоя памятника с 2006 года актуализировало необходимость проведения стационарных спасательных раскопок. Начало их проведения — заслуга Н. А. Мажитова.
В 2006–2008 гг. охранные раскопки проводились силами Башкирского государственного университета (ныне Уфимский университет науки и технологий) и Научно-производственного центра при Министерстве культуры Республики Башкортостан. За время этих раскопок на площади около 700 м2 был исследован культурный слой памятника мощностью более 3 м. Впервые были получены материалы, позволяющие охарактеризовать внутреннюю планировку южной части площадки городища, конструктивную особенность жилых, хозяйственных и иных построек. Раскопки 2007 года выявили на разных участках раскопа остатки деревянных настилов, которые были интерпретированы исследователями как остатки уличных мостовых. Последующие раскопки, проведённые в 2008 году, выявили этих деревянных настилов общей протяжённостью более 70 м. В  2009 году раскопки на городище были проведены археологической экспедицией под руководством Ф. А. Сунгатова. Археологи обследовали культурный слой мощностью около 2,5 м на площади в 240 м2. В ходе проведённых работ на отдельных участках раскопа впервые были обнаружены остатки стен жилищ в виде дощатых настилов и плетёнки из тонких жердей с глиняной обмазкой. Всего исследователи зафиксированы следы пяти таких построек. В ходе раскопок 2010 года археологическая экспедиция под руководством Р. Б. Исмагилова обследовала площадь раскопа в 160 м2 и выявила контуры ещё двух хозяйственно-жилищных комплексов.

### Находки, объекты городища
В ходе раскопок обнаружены остатки мощной оборонительной стены шириной в основании более 10 м, высотой 4-5 м, глубокого и широкого рва, следы прямоугольных и юртообразных жилищ, уличных деревянных мостовых шириной в среднем 2 м, длиной более 50 м, железо- и медеплавильных печей, ювелирной мастерской. Обнаружены улицы шириной 2,5—3 метра и длиной 60—70 метров, застланные деревянными досками, а также чёткие очертания наземных жилищ на местах пересечения улиц. Раскопки показали, что при создании крепостных стен, жилья и других построек городища использовались глинистые растворы. Крепостная стена сложена из 30 слоёв саманного кирпича, глины и брёвен. Использование таких материалов характерно для культур Средней Азии и Ближнего Востока. Остатки древней крепостной стены и рва указаны на плане Уфы, составленном в 1745 году.
За время исследований собрана большая коллекция предметов материальной культуры, которая представлена орудиями труда, керамикой, украшениями, предметами вооружения и др., в том числе 19 серебряными монетами XIII—XIV вв.. За несколько лет раскопок только у П. Ф. Ищерикова набралось 10 ящиков керамики. Находки с городища по характеру полностью совпадают с находками с близлежащих курганов. Найдены наконечники стрел, ножи, иногда попадаются монеты и женские украшения. Хранить находки собираются в фонде Башкирского государственного университета (ныне Уфимский университет науки и технологий) или в научно-производственном центре при министерстве культуры.
Среди последних находок можно выделить фрагменты деревянной мостовой и древней гончарной мастерской, найденные в июле 2012 года.
Летом 2014 года обнаружены очередные ценные находки — артефакты V—VI веков нашей эры.
Всего за время раскопок в период с 2006 по 2015 годы собрана коллекция, которая насчитывает более 171 тыс. единиц хранения.

## Городище как «город Башкорт»
О наличии городов у башкир в средние века свидетельствуют упоминания как в зарубежных, так и в российских источниках. Относительно основания Уфы имеются следующие слова чиновника Оренбургского губернского правления Василия Ребелинского:

Что ж касается башкирцев, то видно из многих описаний, как сего народа, так и о жительстве их, кои от различных возмущений, как и междоусобных воин, так и соседних своих народов, строили маленькие укрепления и городки и наконец, соединясь во множестве, распространили свои жилища и укрепления, а для сей причины и город Уфа построен.
— «Краткое описание губернского города Уфы с начала его построения до сего 1806 года»

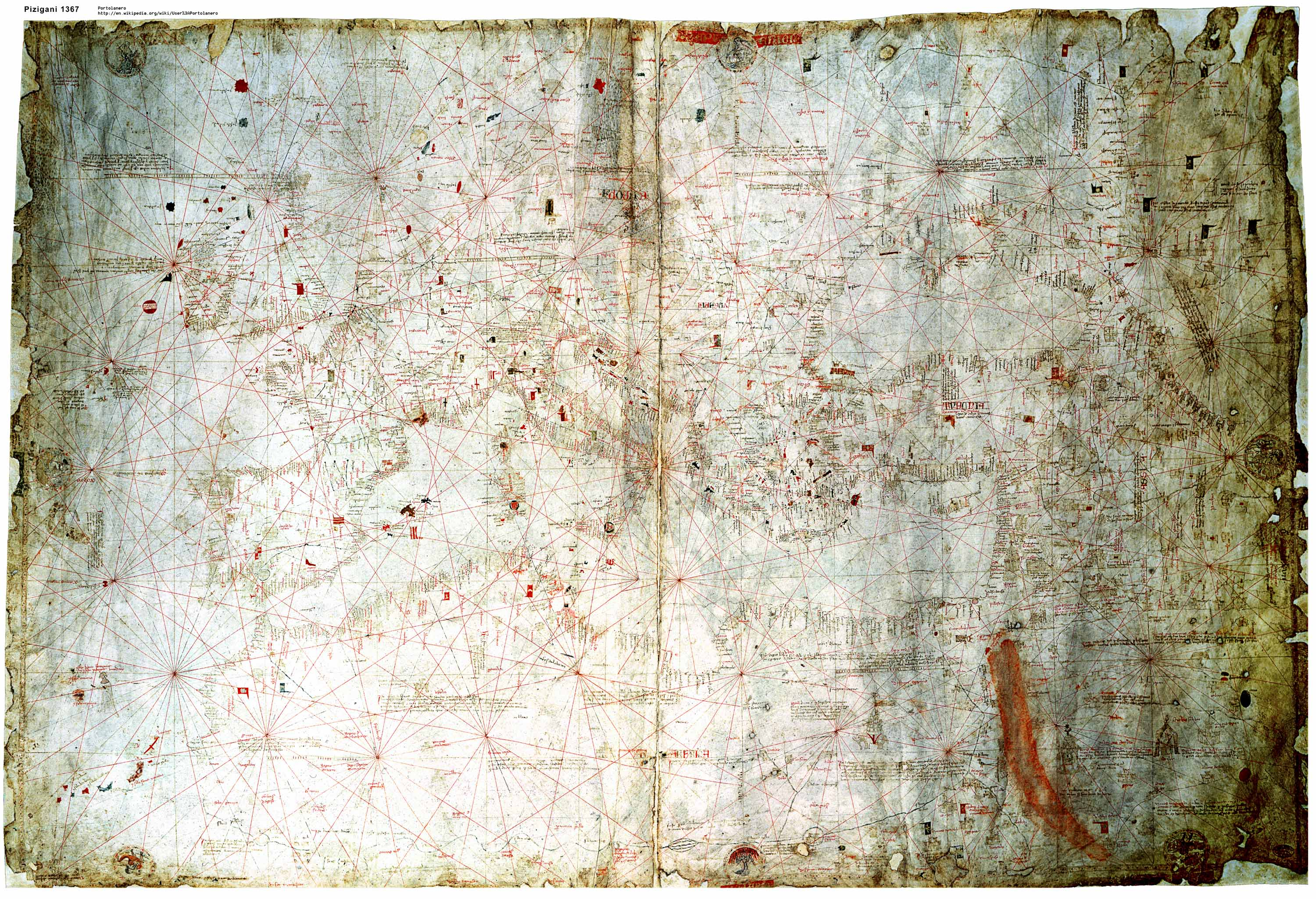
Карта Франциско и Доминико Пицигани 1367 года, на которой нанесён город Pascertу, а территория поблизости обозначена как Pascherty.

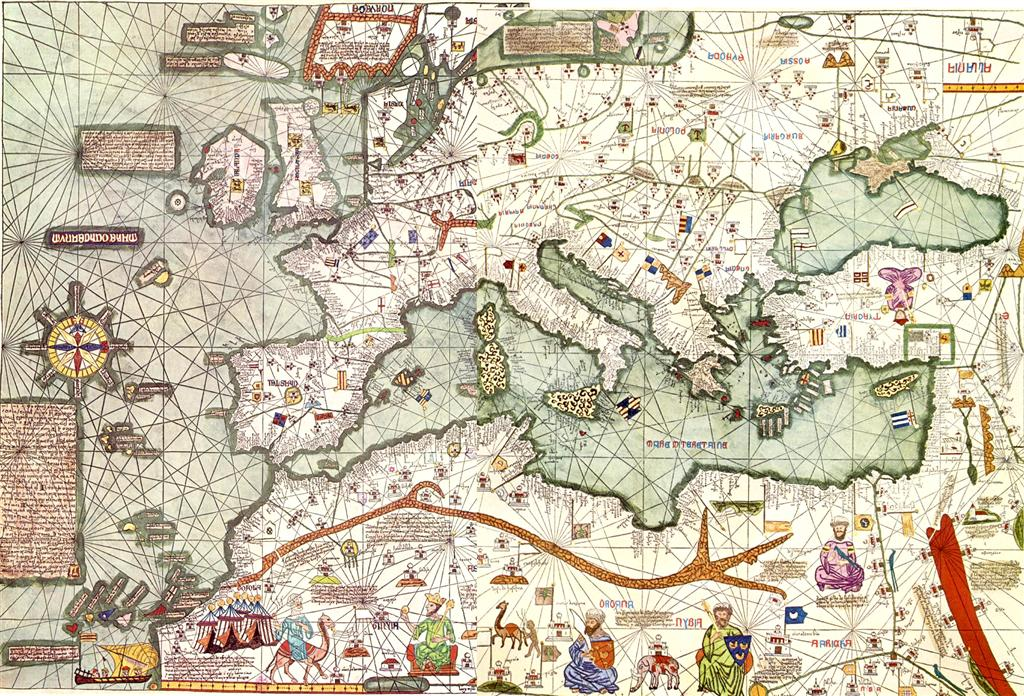
Каталонский атлас. 1375 год.

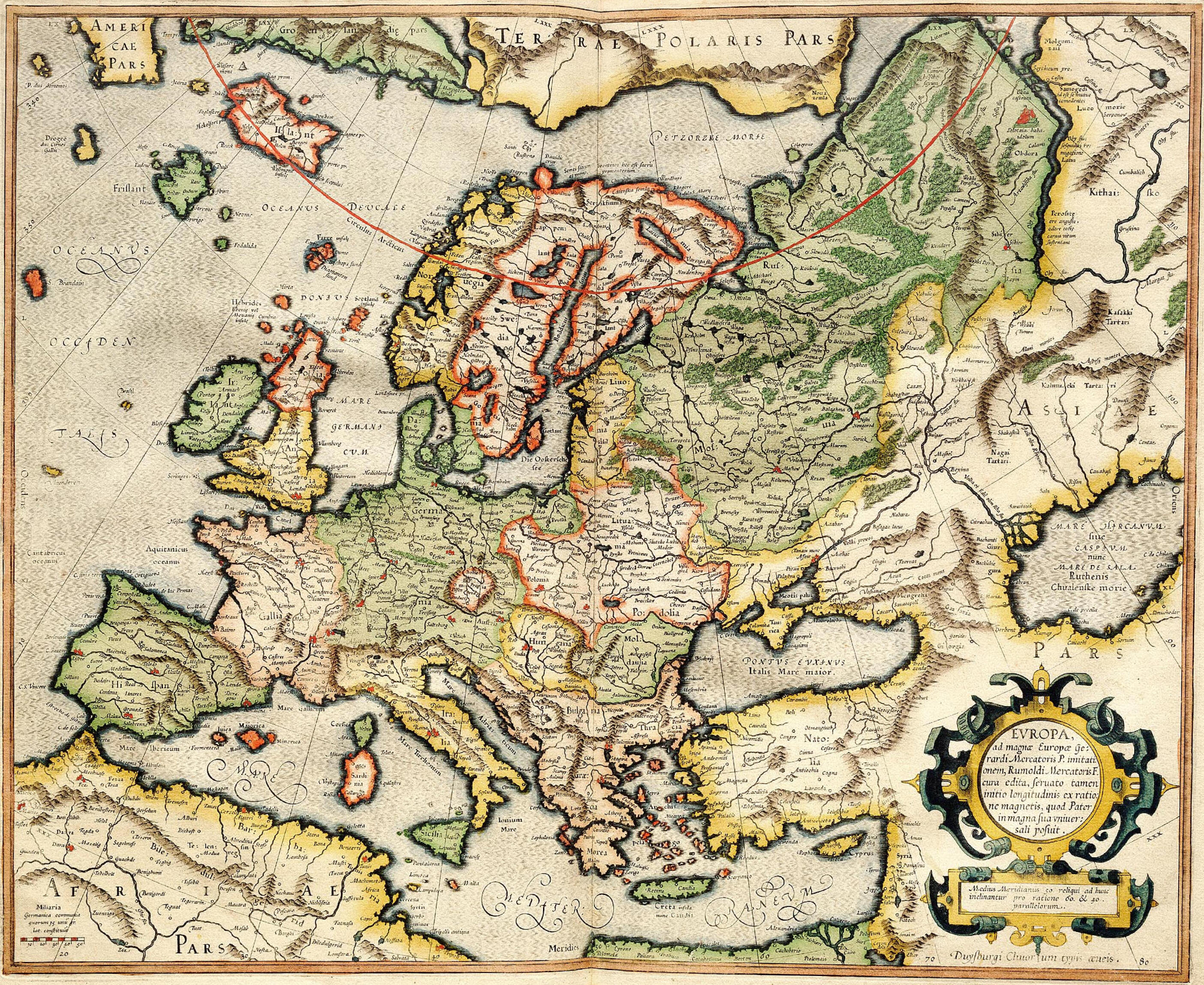
Карта Европы Герарда Меркатора с указанием города Паскерти предположительно на месте современной Уфы, восточнее отмечен город Сагатин. Также можно увидеть Казань, Булгар и Сибер. Карта составлена в 1554 году, опубликована после смерти автора в 1596 году.

Упоминание о древнем городе под названием Башкорт (Башкирд, Башкурт), расположенном на месте современной Уфы, и нескольких других башкирских городах встречается во многих иностранных источниках.
На карте Ал-Идриси 1154 года обозначены первые города на земле Ард-Басгирт (ard basgirt min al atrak) — Маср (Мастр) и Каср (Кастр). Расположены они на берегах реки Уфы: Каср — в верховьях, а Маср — ниже по течению. Оба города невелики, и купцы редко посещают их. На карте Идриси фиксируются пять городов под названием Башкорт: 1. в устье Уфы и Белой; 2. на Каме; 3. на Волге у Саратова; 4. на Дунае; 5. на реке Башкорт в области Хорасан на границе Ирана и Афганистана. Первый из этих городов обозначен на месте современной Уфы.
Многочисленные средневековые источники (Аль-Масуди, Ал-Балхи, Якут, Казвини, Ибн-Саид и др.) сообщают, что европейские башкиры являются подданными короля Венгрии, проживают в 30 местностях, большая часть их жилищ расположена на берегах Дуная, на южном берегу которого находится и столица западных башкир — город Керат. Башкиры не имеют права окружать свои города стенами, поскольку король боится восстания.
Касательно городов урало-поволжских башкир, Якут аль-Хамави (XIII век) сообщает о городе Бурджан в низовьях Волги.
Древние башкирские города использовались в основном как «кышлык», то есть место, где проживают зимой. Весной те из башкир, кто вел скотоводческое хозяйство, выезжал на «яйляу» — «летовку», где проводил все лето и осень. Аналогичная традиция существовала и в соседней Булгарии. Об этом свидетельствуют авторы тех времен (ал-Балхи в произведении «Ашкал ал-билад», ал-Истахри в книге «Китаб масалик ал-мамалик» и др.).
На карте братьев Пицигани в бассейне реки Камы, ориентировочно на реке Белой, впервые указаны город Паскерти (Башкорд) и населённый пункт Сагатин, а к востоку от Камы нанесена надпись «паскерти» — башкиры. Оригинал карты, составленный в 1367 году, хранится в библиотеке г. Пармы.
На Каталонском атласе (1375 г.) примерно в междуречье Камы и Яика также указан город под названием Паскерти.
Таким образом, город при слиянии рек Белой и Уфы был известен в первой половине XIV в. как административный центр Башкирского государства во время пребывания башкир в составе Золотой Орды. Путешественники и купцы называли его не иначе как Башкорт, Паскерти — на европейский манер.
Выдающийся арабский автор XIV века Ибн-Халдун в числе крупнейших городов Золотой Орды называл город Башкорт.

…Чингизхан назначил эти земли сыну своему Душихану и поставил царем над ними. Это — государство обширное на Севере, простирающееся от Харезма до Яркенда, Согда, Сарая, города Маджара, Азака, Судака, Булгара, Башгирда и Джулымана.

Интересным является карта Европы 1554 года, составленная фламандским картографом Герардом Меркатором. На этой карте расположение города Паскерти уточнено до слияния рек Белой и Уфы. Французский востоковед Анри Кордье связывает положение этого города с местонахождением современной Уфы. Город Сагатин показан в верховьях реки Уфы. Возможно, что Каср и Сагатин — названия одного и того же города: Каср — арабское, а Сагатин — тюркское.
В турецкой истории Кунх-эл-Обхара упоминается, что башкиры имели 70 городов и крепостей.
Приведённые сведения о городищах — крупных поселениях — указывают не только на определённую централизацию и самоуправление, но и характеризуют ещё образ жизни башкир, который никак нельзя свести только к кочевому. Представляется, что башкиры не только кочевали на определённой территории, но и имели известную степень оседлости. Вероятнее всего, в указанное время были башкиры оседлые, кочевые и полукочевые. Это логически согласуется с тем, что они издавна жили и живут на границе гор, леса и степи.

## Историческое значение объекта
Исследование археологического памятника такого масштаба проливает свет не только на историю самой Уфы, а также на историю башкирского народа в целом. Изучение городища позволяет по-новому взглянуть на уклад жизни башкир того времени, который в широких научных кругах принято считать исключительно кочевым. Найденные свидетельства позволяет утверждать об оседло-кочевом образе жизни. Исторический объект может послужить поводом для переоценки официального возраста Уфы.
Профессор Института археологии РАН Игорь Кызласов:

Городище Уфа-II — уникальный археологический памятник, аналогов которому нет во всей Восточной Европе. Ни в одном городе (Москва, Казань, Нижний Новгород, Киев) нет таких мощных напластований. И это меняет представление о восточно-европейском средневековье. Уфа-II — это начало средневековья, развитие средневековья и его продолжение. Можно даже назвать городище Уфа-II перекрёстком между Востоком и Западом (Византией).

Вице-президент Башкирской Академии наук Нияз Мажитов:

— Мы предполагаем, что наткнулись на укрепленную крепость, в которой жили люди ханского статуса — это центр города, существовавшего здесь предположительно в V—XVI веках. Город Башкорт или Иман-Кала (Дубовый город) был столицей Башкирского государства, включавшего в себя, по словам арабских и европейских ученых того времени, пять или шесть городов. Я уверен, что наряду с Уфа-II мы найдем и другие города с похожей архитектурой.

Профессор кафедры Отечественной истории БГПУ им. М. Акмуллы Владимир Иванов:

— Это археологический памятник с явно переотложенным культурным слоем и признаками значительных земляных работ, проводившихся в XVII—XVIII веках. В ходе раскопок городища были обнаружены 9 глиняных курительных трубок, произведённых в середине XVIII века. И находили их на разной глубине. 92 % найденных фрагментов керамики относится к бахмутинской археологической культуре IV—V веков или турбаслинской V—VI веков нашей эры. Но к золотоордынскому периоду, когда, по мнению Мажитова, город Башкорт был цветущей столицей башкирского государства, можно отнести только 6,2 % находок. Что, наоборот, свидетельствует об упадке. Кажется, нашли две серебряные монеты этого периода, но точно неизвестно, где. Есть ещё серебряные серьги, но они характерны для кочевников.

## Музей
В 2011 году Распоряжением Правительства Республики Башкортостан от 15.03.2011 N 222-р в целях сохранения и научного изучения городища Уфа-II было создано государственное бюджетное учреждение Республиканский историко-культурный музей-заповедник «Древняя Уфа» (ГБУ РИКМЗ «Древняя Уфа»).
В 2015 году ГБУ РИКМЗ «Древняя Уфа» был объявлен конкурс на создание архитектурно-планировочного решения музейного комплекса «Древняя Уфа». Предполагалось, что основное здание музея будет возведено на исследованной части городища Уфа-II. Итоги конкурса были должны быть подведены 4 июня 2015 года, однако к этом времени победитель так и не был назван. В ноябре 2015 года появилась информация, что музей будет расположен на первых двух этажах в жилом небоскрёбе «Гагарин», строительство которого предполагалось начать в 2016 году. Итоги конкурса были подведены в феврале 2016 года. Всего было представлено 16 архитектурных решений. Победителем стала творческая группа под руководством архитектора-реставратора, выпускника Миланского политехнического института А. Ахмадуллина.
В ноябре 2016 года стало известно, что администрация Уфы разрешила ГБУ РИКМЗ «Древняя Уфа» разработать проект планировки и проекта межевания территории, на которой находится городище, для строительства музейного комплекса «Самрау». Конкурс на отбор проектировщика планировалось провести 16 декабря 2016 года, а цена контракта была определена в 100 млн руб. Однако Управление ФАС по Башкирии приостановило тендер в связи с жалобой от уфимского ООО «Маркшейдер», полагающего, что организатор тендера нарушил ряд пунктов закона о защите конкуренции. Несмотря на то, что ФАС по Башкирии признало затем жалобу необоснованной, разработчик так и не был отобран, в связи с тем, что единственная поступившая на конкурс заявка от ОАО Проектный институт «Башкиргражданпроект» была признана конкурсной комиссией несоответствующей требованиям конкурсной документации.

## Противостояние вокруг городища Уфа-II
В 2019 году в южной части городища появился камень, знаменующий начала строительства православного храма. Уже осенью 2022 года с территории квартала начали вывозить грунт, чтобы начать строительство храма. В марте 2023 года на месте археологических раскопок городища, которое является историческим наследием башкирского народа, было начато строительство православного храма. Этот процесс вызывал возмущение у многих местных активистов Республики Башкортостан и у башкирской диаспоры за рубежом. Возмущение также подогрело то, что строительство мечети Ар-Рахим, начатое еще в 2007 году, до сих пор не закончено. В 2015 году на этом месте было запланировано строительство музея археологии имени Нияза Мажитова, башкирского археолога и историка, который в том числе занимался и раскопками этого городища.
В августе 2023 года общественники подали в суд на РПЦ в связи с незаконным строительством.
В конце сентября 2023 года уфимский суд запретил строительство храма на месте городища.